# Bagrati székesegyház
A Bagrati székesegyház (hivatalosan Istenanya elszenderedése székesegyház; grúzul ბაგრატის ტაძარი) a 11. század elején épült katedrális Grúziában, Kutaiszi város központjában. A középkorban részben lerombolt és 2010-2012-ben újjáépített épület a Gelati kolostorral együtt 1994 óta a világörökség része.

## Története

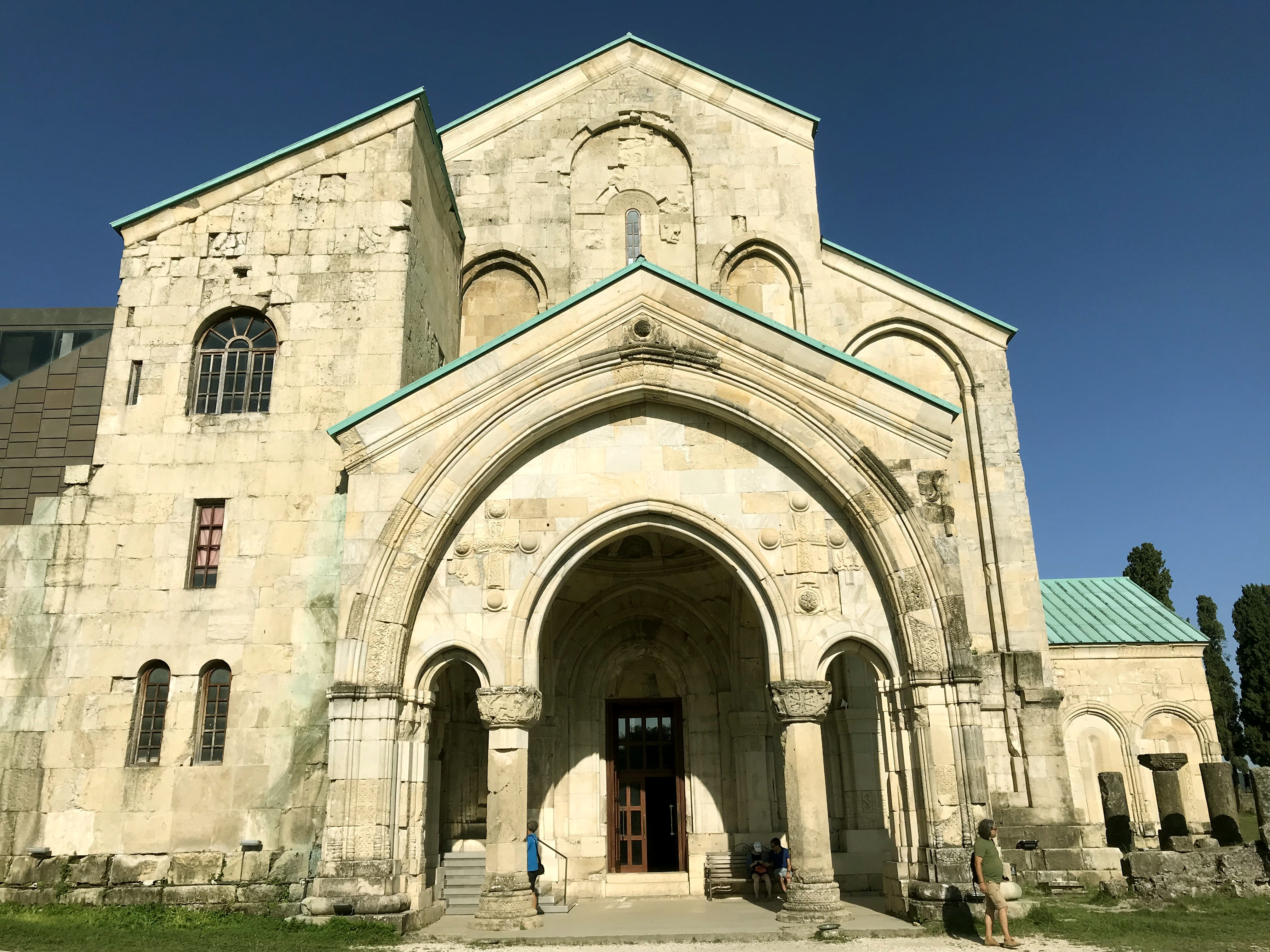
A katedrális főkapuja

Kutaiszi városát először a 6. században említik. Ekkoriban csak egy, a Rioni folyó hídját őrző hegytetői erődből és az alatta elterülő, fallal körülvett városkából állt. A 8. században jelentősen kibővült és amikor a század közepén az arabok elfoglalták Kelet-Grúziát, a királyi rezidencia a városba települt. 
A grúz ortodox egyház anyatemplomának szánt katedrális építését III. Bagrat király (róla kapta az épület a nevét), az egységes Grúz Királyság első uralkodója rendelte el a 10. század végén. Az északi fal felirata szerint építését 1003-ban kezdték el. Felszentelésekor a fényes ünnepségen az egyesített ország minden régiójának képviselői részt vettek. 
1691-ben a törökök megszállták Grúziát és eközben felrobbantották a katedrálist, amelynek beomlott a kupolája és a tetőzete. Ezután évszázadokig romokban állt, bár a déli és nyugati melléképületek a 19. század végéig többé-kevésbé épen maradtak. 1770-ben a bevonuló orosz csapatok Gottlieb Totleben parancsnoksága alatt ágyúkkal lőtték az erődöt és eközben a katedrális falait is eltalálták. 
1994-ben az épület a Kutaiszi mellett fekvő Gelati kolostorral együtt felkerült az UNESCO világörökség-listájára. A 2000-es évek végén Miheil Szaakasvili államelnök kezdeményezésére tervek születtek a romos katedrális újjáépítésére és 2010-ben az olasz Andrea Bruno vezetésével megkezdődtek a rekonstrukciós munkálatok. Az UNESCO nem értett egyet a helyreállítási tervvel, kifogásolta a betonstruktúrákat és azt állította hogy az épület többé már nem autentikus. Komolyan felmerült annak lehetősége, hogy a visszafordíthatatlan változtatások miatt leveszik a világörökség-listáról. 2010 júliusában a Bagrati katedrálist felvették a veszélyeztetett világörökségi helyszínek közé. Andrea Bruno 2013-ban grúz állami aranyérmet, valamint a Ferrarai Egyetem Domus Restaurációs Díját kapta kapott a rekonstrukciós munkában való részvételéért.

## Az épület
A Bagrati katedrális Kutaiszi központjában található, a Rioni folyó bal partján fekvő domb tetején, az óváros fölött. Hosszú, kanyargós lépcső megmászásával lehet elérni. Alaprajza kereszt alakú. A nyugati hajó négyzetes lezárású, míg a másik három hajó félköríves apszisban végződik. A nyugati hajóhoz északról és délről két mellékhajó kapcsolódik, amelyek együtt egy nagy kétszintes szerkezetet alkotnak. A központi kupolát négy szabadon álló oszlop támasztja alá. A falak, oszlopfők díszítése különböző stílusban készült a főépítészek ízlése szerint. 
A főépület elkészülte után az északnyugati saroknál háromszintes torony épült. Minden emelete egyetlen helyiségből áll, amelyekbe tűzhelyet és falifülkéket építettek be. Itt feltehetően Kutaiszi püspöke lakott. A későbbiekben a katedrálishoz nyugaton és délen nagy, állat-, madár- és növénymotívumokkal díszített tornácokat illesztettek. 

## Galéria

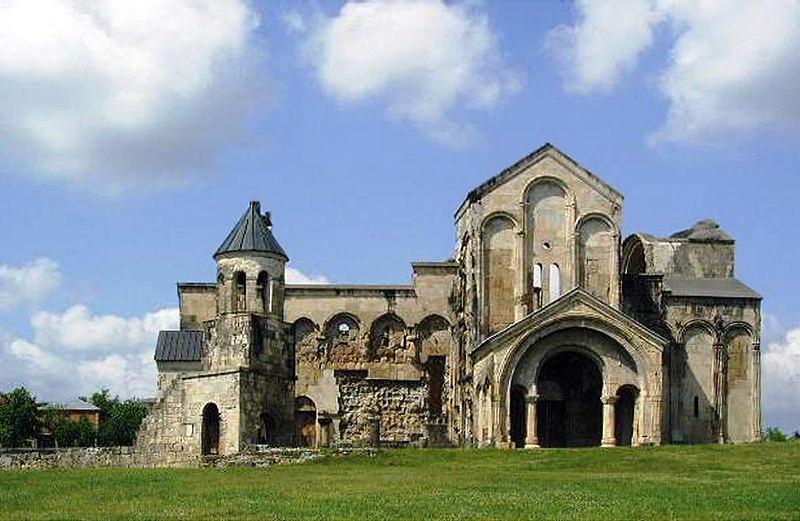
A katedrális romjai a helyreállítás előtt
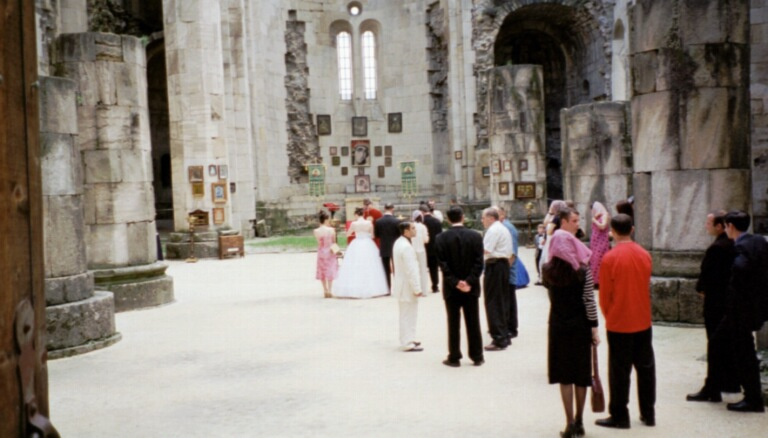
Esküvő a romos főhajóban
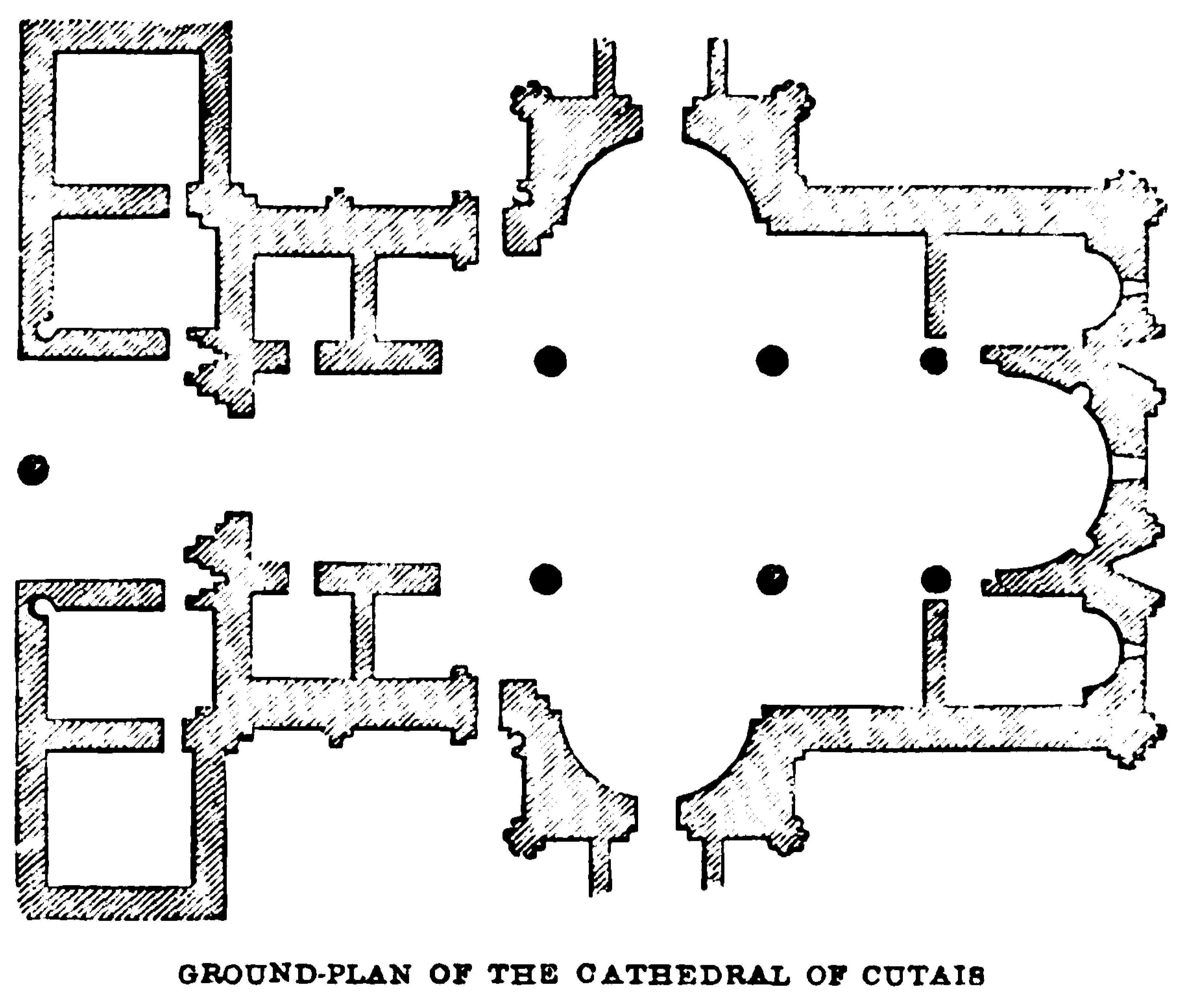
Alaprajz (1850)
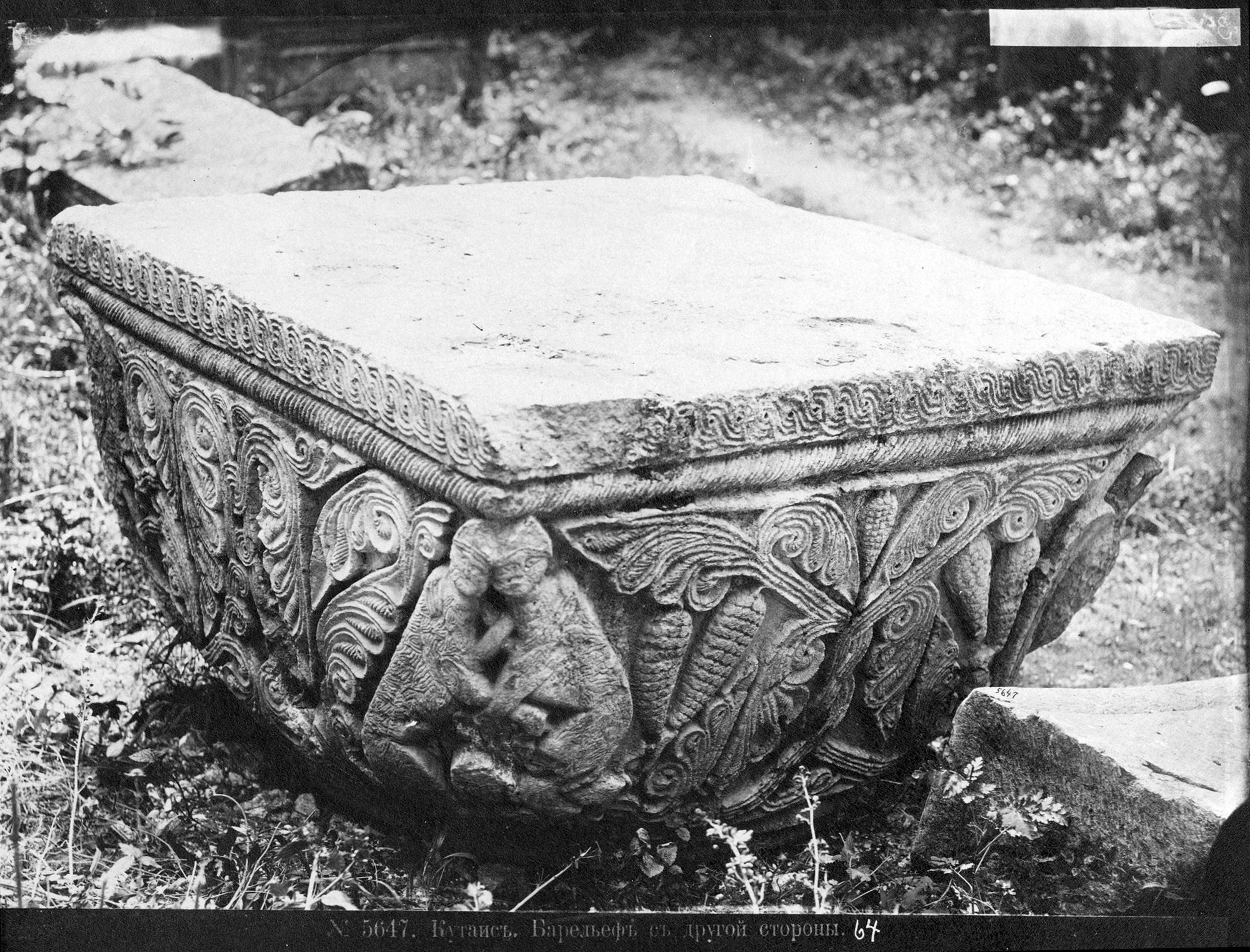
Faragott oszlopfő a romok között (19. sz. vége-20. sz. eleje)
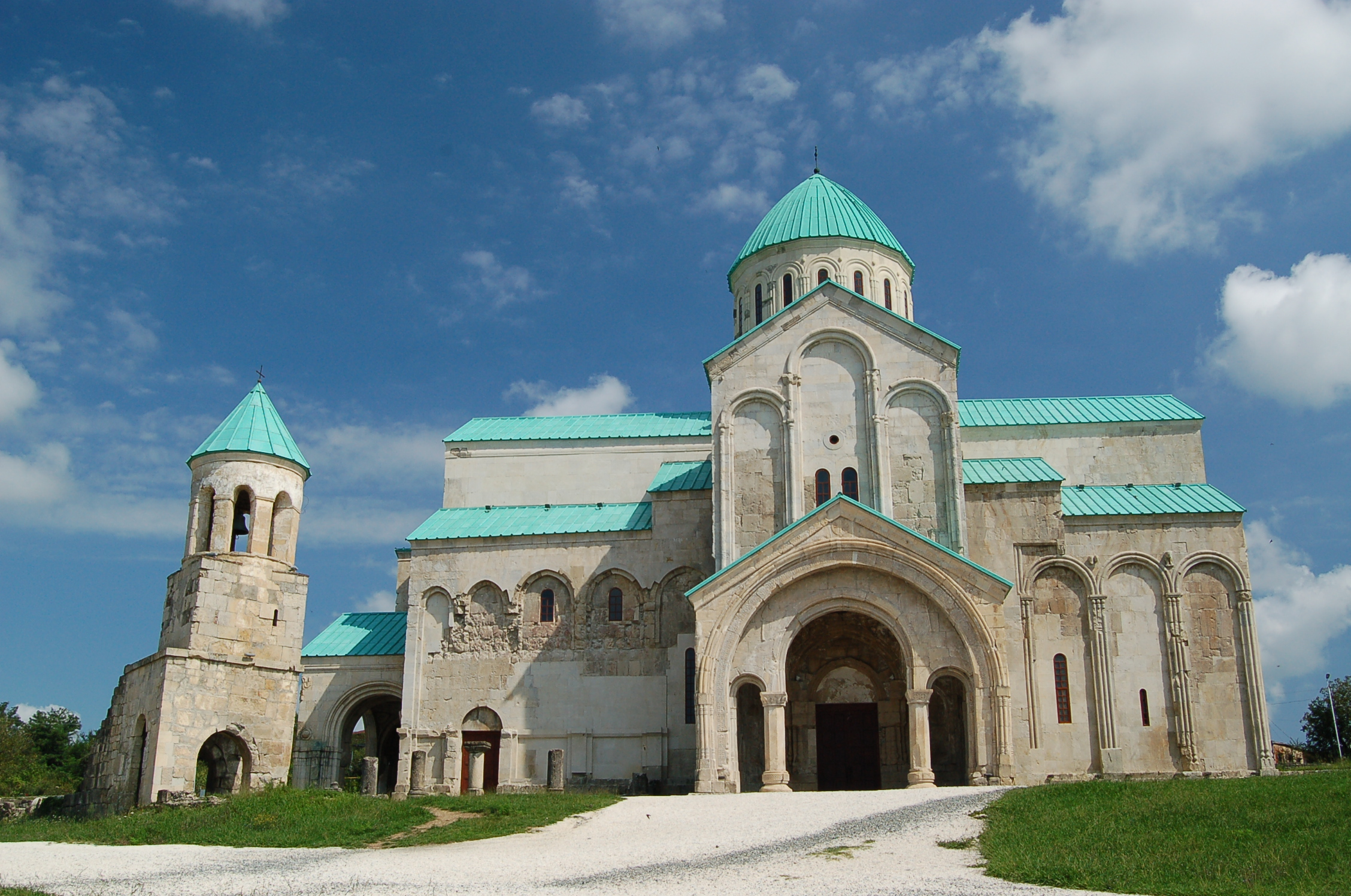
A restaurált székesegyház